# Tonnoira psacadoptera
Tonnoira psacadoptera är en tvåvingeart som beskrevs av Quate och Brown 2004. Tonnoira psacadoptera ingår i släktet Tonnoira och familjen fjärilsmyggor.
Artens utbredningsområde är Venezuela. Inga underarter finns listade i Catalogue of Life.